# Matthew Clempner
Matthew Spencer Clempner (ur. 20 maja 1956 w Salford) – brytyjski zapaśnik walczący w stylu wolnym. Olimpijczyk z Moskwy 1980. Startował w kategorii superciężkiej. Ósmy na mistrzostwach Europy w 1988 roku.
Czterokrotny mistrz kraju w latach 1979, 1980, 1989 i 1990 (120 kg).
- Turniej w Moskwie 1980

Przegrał z Miguelem Zambrano z Peru i Adamem Sandurskim i odpadł z turnieju.